# Волга (станція метро, Нижній Новгород)
Во́лга — проектована кінцева станція Сормовско-Мещерської лінії Нижегородського метрополітену, яка буде розташовуватися за діючою станцією «Стрілка». Відкриття станції очікується в 2030 році. Назву станція отримала завдяки близькості до однойменної річки.

## Розташування
Станція буде розташована в Канавінському районі біля перетину вулиць Карла Маркса і Пролетарської у 4-му мікрорайоні Мещерського озера.

## Розташовані біля метро об'єкти
- Торговий центр «Перехрестя»
- Сквер Перемоги
- Дитячий театр «Віра»
- Диспетчерська маршрутів тролейбусного депо № 2
- Озеро Мещерское
- Мікрорайон «Мещерское озеро»

## Історія
У червні 1980 року на нараді в інституті «Горьковметропроект», затвердили план, згідно з яким, перша лінія, тоді ще — «Автозаводско-Мещерская», повинна була тривати від Московського вокзалу до житлового масиву у Мещерського озера. За проектами 1982 року повинні були з'явитися 3 станції «Мещерская» (Стрілка), «Мещерское озеро» і «Волга». В кінці 1980-х років ділянку «Московська — Волга» перейшов до складу Сормовской лінії. Будівництво дільниці від станції «Московська» до Мещерського озера почалося в 1993 році від станції «Ярмарок», але в 1996 році воно було припинено, через проблеми з фінансуванням і в зв'язку з переключенням пріоритетів на будівництво метромосту, для продовження Автозаводській лінії до станції «Горьківська».
Згідно Генеральному плану розвитку Нижнього Новгорода до 2025 року, мещерський напрямок Сормовской лінії, що включає «Ярмарок» і наступні за нею станції, були сьомою ділянкою по пріоритету. Найбільший пріоритет був відданий будівництву в Нагірній частині (станції «Оперний театр» та «Сінна»), а також продовженню Сормовско-Мещерської лінії (станції «Варя» і «Сормовская»).
Перспективи будівництва станції «Ярмарок» залишалися неясними: або проект буде скасований, або «Ярмарок» станцією-примарою. У липні 2012 року було вирішено відмовитися від будівництва, а також від станції «Мещерское озеро», на користь «Стрілки» і «Волги» у зв'язку зі складнощами транспортної розв'язки і близькістю до Канавинскому мосту. Незабаром було прийнято рішення про будівництво станції Ярмарок після 2018 року.

## Будівництво
Будівництво станції поки не починалося. Для цього буде перекрита вулиця Карла Маркса на перетині з вулицею Пролетарської. На час будівництва тролейбусні маршрути № 10 і № 25, можливо, будуть скорочені до вулиці Должанській, а тролейбусні маршрути № 3 та № 5 можливо будуть закриті, або будуть перенаправлені на Московський вокзал.

## Колійне розвиток
За станцією будуть розташовані оборотні тупики для обороту та відстою рухомого складу.

## Архітектура та оформлення
Станція спроектована однопролітної дрібного закладення.